# Clare Calbraith
Clare Michelle Calbraith (Winsford, 1 januari 1974) is een Britse actrice.

## Biografie
Calbraith werd geboren in Winsford in een gezin van vier kinderen. Nadat zij rechtsgeleerdheid studeerde ging zij naar een toneelschool in Cardiff.
Calbraith begon in 2000 met acteren in de televisieserie Black Cab, waarna zij nog meerdere rollen speelde in televisieseries en films. Zij speelde in onder andere Heartbeat (2001-2002), Coronation Street (2005), Downton Abbey (2011) en Vera (2012-2014).

## Filmografie

### Films
Uitgezonderd korte films.
- 2013 Mindscape - als Jaime Feld
- 2012 Neighbors - als Jean

### Televisieseries
Uitgezonderd eenmalige gastoptredens.
- 2022-2025 Grace - als Sandy Grace - 10 afl.
- 2024 A Very Royal Scandal - als Sam McAlister - 3 afl.
- 2024 The Jetty - als Joan - 4 afl.
- 2022-2024 Tell Me Everything - als Ann - 9 afl.
- 2023 Smother - als Cheryl - 4 afl.
- 2023 The Family Pile - als Yvette - 6 afl.
- 2022 Anne - als Sheila Colman - 3 afl.
- 2021 Unforgotten - als Anna Sidhu - 6 afl.
- 2019 Baptiste - als Clare - 4 afl.
- 2018 Requiem - als PC Graves - 5 afl.
- 2017 Broken - als Mariella - 2 afl.
- 2017 Little Boy Blue - als Helen Morris - 3 afl.
- 2016 DCI Banks - als Alice Finn - 2 afl.
- 2015-2016 Home Fires - als Steph Farrow - 12 afl.
- 2012-2014 Vera - als Rebecca Shepherd - 7 afl.
- 2014 Silent Witness - als Lizzie Kennedy - 2 afl.
- 2011 Downton Abbey - als Jane Moorsum - 4 afl.
- 2011 The Shadow Line - als Laura Gabriel - 7 afl.
- 2008 Doctors - als Kay McLeod - 14 afl.
- 2005 Coronation Street - als Robyn - 16 afl.
- 2005 55 Degrees North - als Beth Robson - 5 afl.
- 2001-2002 Heartbeat - als dr. Tricia Summerbee - 42 afl.

- Library of Congress Control Number: no2016036157
- Système universitaire de documentation: 279396511
- Virtual International Authority File: 53146095288700371913
- WorldCat: E39PBJt3WmCHj889KmkXMXrg8C